# Wędrownicy
Wędrownicy – grupa metodyczna w organizacjach harcerskich, skupiająca młodzież ponadgimnazjalną i starszą. Symbolem wyróżniającym spośród innych grup jest naramiennik wędrowniczy.

## Historia wędrownictwa
Robert Baden - Powell początkowo zaproponował jedynie dwie grupy metodyczne - wilczki i skautów, dopiero w 1922 wyróżnił grupę metodyczną Roverów, czyli najstarszych skautów w wieku wyższym niż 17 lat. Miała to być grupa, która domknie ciąg wychowawczy i przygotuje skautów do przejęcia roli wychowawczej w organizacji.
W Polsce za prekursora ruchu wędrowniczego uznaje się Adama Ciołkosza, młodego instruktora i działacza PPS który był przeciwnikiem militaryzmu panującego w ZHP w latach dwudziestych i uważał, że władze ZHP przemieniły ruch harcerski w organizację. Rozpoczął ruch harcerski zwany Wolnym Harcerstwem który miał zaadaptować na polskie potrzeby idee puszczańskie i woodcraftowe, a także skupić się na wychowaniu harcerzy do pomagania słabszym i służby. W tamtych czasach harcerze w wieku 15+ byli nazywani harcerzami starszymi. W 1923 roku Ciołkosz założył organizację harcerską Zjednoczenie Wolnego Harcerstwa, które używało symbolu trzech płomieni, podobnego do współczesnej watry wędrowniczej.
Określenie metoda wędrownicza wywodzi się z międzywojennego harcerstwa żeńskiego. Używano go m.in. w podręczniku harcerstwa żeńskiego Wędrowniczki oraz w książce Juliusza Dąbrowskiego i Tadeusza Kwiatkowskiego Jeden trudny rok (1938).

## Fundamenty ideowe
Działanie metodyki wędrowniczej jest oparte na metodzie harcerskiej, Prawie Harcerskim, Kodeksie Wędrowniczym i Dewizie Wędrowniczej.

### Cele
Wędrownictwo ma przygotować harcerzy do wkroczenia w dorosłe życie poza strukturami harcerskimi, lub pełnienia funkcji wychowawczych jako instruktorzy.

### Zasady pracy wędrowniczej
Charakterystycznymi formami działania wędrowników są:
- Praca nad sobą – samorozwój intelektualny, duchowy i fizyczny. Budowanie własnego systemu wartości i eliminacja słabości.
- Poszukiwanie miejsca w społeczeństwie – przygotowanie do pełnienia roli: dziecka, ucznia, obywatela, a później pracownika, odnalezienie dziedziny w której w przyszłości podejmie pracę zawodową.
- Służba – bezinteresowna, podejmowana w celu przyniesienia realnych korzyści dla środowiska działania. Uczy odpowiedzialności, aktywności i bezinteresowności.
- Samorządność[5] – Drużyna wędrownicza powinna być zorganizowana jako wspólnota, zapewniająca członkom możliwość decydowania o sposobie działania, programie pracy, polach służby, zasadach pracy drużyny.

## Instrumenty metodyczne[6]
rozwój członków drużyny wędrowniczej odbywa się za pomocą realizacji
- Próby harcerza / harcerki, zakończonej nadaniem krzyża harcerskiego
- Próby wędrowniczej, zakończonej nadaniem naramiennika
- Stopni – Harcerza/Harcerki Orlich, Harcerza / Harcerki Rzeczypospolitej
- Sprawności mistrzowskich i trzygwiazdkowych
- Znaków służby
- Wyczynów – niecodziennych, wybitnych osiągnięć. Wyczyn to pokonanie własnych słabości, barier, dążenie do mistrzostwa w danej dziedzinie[7]
- Odznak biegłości
- Tropów
- Wyzwań

## Wędrownicy obecnie

### Związek Harcerstwa Polskiego
W ZHP granice wiekowe tej grupy ustalone są na 15–21 lat. Naramiennik jest przyznawany w obrzędowy sposób po odbyciu próby wędrowniczej. Dewiza Wędrownicza brzmi: Wyjdź w Świat, zobacz, pomyśl, pomóż – czyli Działaj! Wędrowników obowiązuje Kodeks Wędrowniczy. Podstawową jednostką organizacyjną dla wędrowników jest drużyna wędrownicza.
Członkowie tej grupy to wędrownicy i wędrowniczki.
Wędrownicy zdobywają następujące stopnie harcerskie:
- harcerz orli – harcerka orla,
- harcerz Rzeczypospolitej – harcerka Rzeczypospolitej,

oznaczane gwiazdkami na naramiennikach.

### Związek Harcerstwa Rzeczypospolitej
Wędrownicy
Są w wieku od ok. 15 do 20 roku życia. Zazwyczaj byli już harcerzami i teraz kontynuują drogę harcerską na wyższym poziomie – wędrowniczym. Czyli podejmują się różnych wyzwań, które mają wyższy stopień trudności i nie dotyczą tylko wychowania poprzez zabawę, ale prowadzą do świadomego wkroczenia w dorosłość.
Z reguły wędrownicy przygotowują się także do pełnienia odpowiedzialnych funkcji i zadań w harcerstwie poprzez pomoc w wychowywaniu harcerzy zgodnie z ideami ZHR.
Cel i Misja
Drużyna wędrowników jest podstawową jednostką organizacyjną ZHR i podstawowym środowiskiem wychowawczym wędrowników. Droga wędrownika jest zwieńczeniem harcerskiego systemu wychowania i prowadzi do zdobycia stopnia Harcerza Rzeczypospolitej.
Metoda
1. Drużyna działa zgodnie z zasadami metody wędrowniczej, a w szczególności:
  - Drużynowy indywidualnie pracuje z każdym z wędrowników i wspiera jego rozwój.
  - Praca drużyny oparta jest na wędrówce, w sensie fizycznym, intelektualnym i duchowym.
  - We właściwych proporcjach dobierana jest służba, formacja i wyczyn;
  - Drużyna pracuje systemem zadaniowym.
  - Posiada Radę Drużyny, składającą się z najbardziej doświadczonych wędrowników, stanowiącą ciało doradcze wobec drużynowego.
  - Funkcjonuje w niej system stopni wędrowniczych.
  - Funkcjonuje w niej praca z naramiennikiem wędrowniczym.
  - Wędrownicy zdobywają uprawnienia, odznaczenia państwowe i kwalifikacje zawodowe.
  - Wędrownicy przygotowują się do samodzielnego podjęcia indywidualnej służby w dorosłym życiu.
  - Wędrownicy mają pole służby.
2. Praca drużyny realizowana jest na podstawie planu pracy napisanego w porozumieniu z referentem ds. wędrowników w chorągwi i zatwierdzonego przez hufcowego;
3. Przynajmniej raz w roku drużyna organizuje samodzielny wyjazd (min. 5 dni, najlepiej w formie wędrownej);
4. Drużyna regularnie opłaca składki, posiada własny sprzęt oraz rzetelnie prowadzi dokumentację finansową i inwentarzową;

Wędrownicy zdobywają następujące stopnie:
- Jeżeli nie złożyli Przyrzeczenia Harcerskiego (w szczególności dotyczy to wędrowników, którzy drogę w Harcerstwie zaczęli od Wędrownictwa), realizują zdobywanie młodzika. (Poziom zadań jest także zależny od wieku i umiejętności, a nie od tylko od zdobywanego stopnia).
- Ćwik: stopień zdobywany przez wędrowników w wieku do 18 lat (takie są założenia, lecz możliwe są odstępstwa od tej reguły)
- Harcerz Orli (HO): stopień zdobywany przez wędrowników w wieku koło 15–17 lat. Z racji wieku, w jakim się zdobywa ten stopień, może być potraktowany, jako sprawdzian dojrzałości harcerskiej.
- Harcerz Rzeczypospolitej (HR): stopień zdobywany, jako zwieńczenie wędrowniczej drogi kształcenia w wieku 17–18 lat. Z reguły wędrownik, który posiada taki stopień jest gotowy do pracy wychowawczej w Drużynach Harcerskich oraz Gromadach Zuchowych (oczywiście po dodatkowym przeszkoleniu). Po zdobyciu tego stopnia wędrownik kończy swoją działalność w Drużynie Wędrowniczej, jako uczeń, lecz może ją kontynuować, jako drużynowy lub przejść do Kręgu Starszoharcerskiego.

Wędrownicy zazwyczaj nie zdobywają stopnia „Wywiadowca”, gdyż byłoby to nieadekwatne do wieku wędrowników. Wyjątkiem są Harcerze którzy nigdy wcześniej nie mieli kontaktu ze Organizacją Harcerską i zaczęli dopiero od Wędrownictwa.
Zdobywanie każdego stopnia wiąże się z wykonywaniem zadań, które mają za zadanie wykształcić wiedzę, charakter oraz osobowość. Główną pieczę i opiekę nad zdobywającym stopień posiada w przypadku zdobywania młodzika – drużynowy, zaś zdobywanie stopni ćwik, HO i HR wiąże się z nadzorem Komisji Stopni przy danym środowisku, która to też ma wpływ na kształt zadań.
Posiadanie każdego stopnia wiąże się z możliwością naznaczenia tego na Krzyży Harcerskim:
1. Młodzik – Krzyż Harcerski (żelazny) bez dodatków.
2. Wywiadowca – srebrna Lilijka na Krzyżu Harcerskim.
3. Ćwik – pozłacana lilijka na Krzyżu Harcerskim.
4. Harcerz Orli – pozłacana lilijka oraz krąg na Krzyżu Harcerskim.
5. Harcerz Rzeczypospolitej – tak jak w przypadku HO oraz pozłacane wieńce z liści dębu i lauru

### Stowarzyszenie Harcerskie
W Stowarzyszeniu Harcerskim wędrownik jest członkiem grupy metodycznej należący do drużyny wędrowniczej i mający co najmniej 16 lat.